# إثميا جرداء
إثميا جرداء (الاسم العلمي:Ethmia glabra) هي نوع من الحشرات تتبع جنس الإثميا من فصيلة الألاشستيات.